# Sisi (Film)
Sisi ist ein Historienfilm des österreichischen Regisseurs Xaver Schwarzenberger. Die deutschsprachige und gleichzeitige Erstausstrahlung des ersten Teils war am 16. Dezember 2009 auf ORF 2 (am 17. Dezember ZDF) und des zweiten Teils am 20. Dezember 2009 auf ORF2 und im ZDF, jeweils um 20:15 Uhr im Hauptabendprogramm. In den Hauptrollen des Zweiteilers sind Cristiana Capotondi (synchronisiert von Pippa Galli), David Rott und Martina Gedeck zu sehen.

## Handlung
Teil 1
Der erste Teil spielt von 1853, als Elisabeth sich mit Franz Joseph verlobt, bis 1857, als ihre erstgeborene Tochter Sophie stirbt.
Elisabeth, genannt Sisi, ist 16 Jahre lang wohlbehütet in Bayern aufgewachsen. Eher widerwillig begleitet sie ihre Mutter und ihre ältere Schwester Helene nach Bad Ischl, wo Helene, genannt Néné, mit dem Kaiser von Österreich, dem 23-jährigen Franz Joseph I., verlobt werden soll. Dieser verliebt sich allerdings in Elisabeth, und obwohl sie sich um Nénés willen dagegen sträubt, erwidert Sisi seine Gefühle. Franz’ Mutter, Erzherzogin Sophie, sieht das nur ungern, stellt sich aber der neuen Situation: Sisi wird zur Kaiserin „umerzogen“, sie muss Sprach- und Tanzunterricht nehmen, die Etikette am Hof verstehen lernen und sich Wissen über ihr neues Reich aneignen. Franz und Sisi heiraten im April 1854 unter dem großen Jubel der Bevölkerung. Entgegen aller Etikette geben sie sich vor versammelter Hochzeitsgesellschaft einen Kuss und verbringen später ihre Hochzeitsnacht im Schlossgarten von Schönbrunn.
Sisis neues Leben in Wien beginnt; eingezwängt in das spanische Hofzeremoniell und unter Sophies Fuchtel. Sie kann sich nur schwer mit dem Leben am Hof anfreunden, mit den ständig anwesenden Hofdamen und den seltsamen Vorschriften. Als sie zum Beispiel baden möchte, sagt man ihr, sie dürfe dies nur einmal pro Woche tun. Sophie stellt ihr die Gräfin Esterházy an die Seite, die ihr mit dem Erlernen der Hofsitten helfen, sie aber vor allen Dingen beaufsichtigen und Sophie über sie Bericht erstatten soll. Einer der wenigen Lichtblicke ist ihr Schwager, Franz Josephs Bruder Maximilian, mit dem sich Sisi gut versteht. Sie versucht, sich ihrem Volk zu nähern, und ist schockiert angesichts der harten Behandlung, die der Kaiser all jenen angedeihen lässt, die liberalere Ansichten vertreten als die Regierung.
Elisabeth wird schwanger und bekommt ein Kind, Sophie. Diese wird jedoch, zu ihrem Unmut, von einer Amme gestillt statt von ihr selbst. Auch wird sie ihr alsbald von der Schwiegermutter entrissen und zur Erziehung an Gouvernanten übergeben. Sisi versucht, Franz umzustimmen – als er seiner Mutter recht gibt, dass ihre Aufgaben woanders liegen, verlässt Sisi den Hof. Sie kommt bei ihren Eltern unter, wo sie Zeit mit Néné verbringt und zudem den Grafen Andrássy kennenlernt, der von ihr fordert, sie möge sich auf Ungarns Seite schlagen und den Kaiser überzeugen, seinen Kronländern mehr Freiheiten zu gewähren. Auch will er eine Amnestie für sich und andere politische Exilanten, die nach der Revolution 1848 als Reichsfeinde verbannt wurden.
Franz holt Sisi bald ab und reist mit ihr nach Mailand, wo sie ihre repräsentativen Pflichten als seine Kaiserin erfüllen muss und sich nebenbei einen handfesten Streit mit Franz liefert, der nicht bereit ist, ihr die Erziehung der kleinen Sophie wieder zu überlassen. Zudem hat er über die Gräfin Esterházy von Sisis Treffen mit Graf Andrassy erfahren und ist erzürnt über dessen Versuch, mit ihr Kontakt aufzunehmen. Sisi allerdings neigt dazu, Andrássys Bestrebungen (ein Parlament für Ungarn) zu unterstützen. Trotzdem versöhnt sie sich mit Franz und gebärt bald eine weitere Tochter, die Erzherzogin Gisela.
Als Elisabeth und Franz Joseph im Jahr 1857 nach Budapest reisen, um mit den Vertretern Ungarns, unter ihnen der inzwischen begnadigte Graf Andrassy, zu sprechen, stirbt Sophie an einer akuten Lungenentzündung. Da die beiden Kinder Sophie und Gisela gegen den ausdrücklichen Wunsch von Erzherzogin Sophie nach Ungarn gebracht wurden, beschuldigt diese nun Elisabeth, für Sophies Tod verantwortlich zu sein. Sophies Begräbnis bildet den Abschluss des ersten Teils.
Teil 2
Der zweite Teil beschreibt die Jahre 1857 bis 1867, als Elisabeth zur Königin von Ungarn gekrönt wird.
Sisi hat nach dem Tod ihrer Tochter mit einer Depression zu kämpfen. Nur zögerlich kehrt sie ins politische Leben zurück. Während Maximilian ihr seine Verlobte, Charlotte von Belgien, vorstellt und Sisi die junge ungarische Landgräfin Ida Ferenczy zu ihrer neuen Hofdame ernennt, hat Franz mit den Freiheits- und Einigungsbewegungen in den italienischen Provinzen (Sardinien, Lombardei, Venetien) zu kämpfen. Er hält sich an den Rat von Feldmarschall Radetzky und beharrt auf einer autoritären Position. Maximilian versucht, seinen Bruder umzustimmen, doch Franz sucht stattdessen ein Bündnis mit dem französischen Kaiser, um die italienischen Provinzen von einem Befreiungsschlag abzuhalten. Napoleon III. besucht mit seiner Gemahlin Eugénie den österreichischen Hof und bestätigt das Bündnis.
Sisi macht keinen Hehl aus ihrem Misstrauen gegenüber Napoleon. Doch sie und Franz lassen es sich nicht nehmen, 1858 die Geburt des ersehnten Thronfolgers, Kronprinz Rudolf, zu feiern. Indessen fällt Napoleon III. den Österreichern in den Rücken: Er verbündet sich mit den Piemontesen. Franz zieht in den Krieg und steckt eine vernichtende Niederlage in der Schlacht von Solferino ein. Er verliert die Lombardei, und während Sisi sich daheim in Wien um die Versorgung verletzt heimkehrender Soldaten kümmert, taucht Andrassy wieder auf und konfrontiert sie mit den Folgen von Franz Josephs Handlungen. Auch warnt er sie davor, dass Ungarn denselben Weg gehen könnte wie die norditalienischen Provinzen.
Auf dem Heimweg sieht sich Franz mit der Abneigung seines Volkes konfrontiert, das lieber seinen Bruder Maximilian auf dem Thron hätte – mit dem hat sich Franz wegen dessen liberaler Einstellung zerstritten. Sisi überbringt ihm Andrássys Ratschlag, daraufhin ruft Franz per Oktoberdiplom ein Parlament ins Leben. Dieses hat keine Entscheidungsgewalt, sondern ist rein beratender Natur, weshalb Andrassy und weitere Ungarn es sofort ablehnen. Sisi muss zudem feststellen, dass ihr noch sehr kleiner Sohn in die militärische Erziehung gesteckt wurde, wo er misshandelt und psychisch drangsaliert wird. Sie will dagegen vorgehen, doch Franz Joseph und Erzherzogin Sophie weigern sich, das Kind anders erziehen zu lassen.
Maximilian will weiteren Streitereien mit Franz aus dem Weg gehen – er geht nach Mexiko und lässt sich dort zum Kaiser ausrufen. Seine Mutter Sophie erträgt den Abschied kaum, weiß sie doch, dass Max keine Unterstützung beim mexikanischen Volk finden wird. Sisis Ohnmacht, irgendjemandem zu helfen, seien es Franz, Maximilian, die Ungarn oder ihr eigener Sohn Rudolf, tragen zu einer schweren Erkrankung bei: Lungenkrank, abgemagert und depressiv wird sie von ihren Ärzten in ein südlicheres Klima geschickt. Als sie auf Erholungsreise ist, lässt sie dem Kaiser ausrichten, er möge sich erst dann wieder bei ihr melden, wenn Rudolf anders erzogen würde. Auf einem Maskenball in Venedig trifft sie einen Verehrer, der sich als Graf Andrassy entpuppt. Es kommt zum Kuss zwischen ihnen, doch sie weist ihn höflich zurück. Nach langem Hin und Her, bei dem Elisabeth sämtliche Schreiben von Franz Joseph ignoriert, gibt der Kaiser nach und reist ihr mit beiden Kindern entgegen.
Nach der Versöhnung (auch zwischen Elisabeth und Erzherzogin Sophie) und Rudolfs Umstellung auf eine zivilere Erziehung brechen weitere Tragödien über das Kaiserpaar herein: Eine weitere militärische Niederlage, diesmal gegen Preußen, bringt den österreichischen Staat fast an den Staatsbankrott und beraubt sie nun auch noch Venetiens. Zudem wird Maximilians Leichnam aus Mexiko nach Hause gebracht; er wurde von den aufständischen Mexikanern erschossen. Charlotte verkraftet den Verlust nicht gut; sie verstrickt sich zunehmend in Wahnvorstellungen. Sisi widmet sich dem Erhalt des ungarischen Teils von Österreich. Nach einer Ansprache an die Landesvertreter um Andrassy, in der sie mehr Eigenständigkeit und die Erfüllung ihrer Forderungen zusichert, stimmen die Ungarn zu, Franz Joseph und sie zu ihrem König und ihrer Königin zu krönen.

## Hintergrundinformationen
Produziert wurde der Film als Koproduktion von ORF, ZDF und RAI, sowie von der österreichischen Sunset Austria, der deutschen EOS Entertainment und der italienischen Publispei. Gedreht wurde der Zweiteiler mit Kosten von 11 Millionen Euro vom 15. April bis 3. Juli 2009 in Österreich, Italien und Ungarn. Der Fernsehfonds Austria hat die Sisi-Neuverfilmung mit 1,4 Millionen Euro gefördert.
Das historische Leben wurde aufwändig an Originalschauplätzen wie der Wiener Hofburg, dem Schloss Schönbrunn, Schloss Laxenburg, dem niederösterreichischen Schloss Eckartsau, Schloss Brunnsee in der Steiermark sowie dem Lido und den Gassen von Venedig nachgestellt.
Für die Dreharbeiten im italienischen Schloss Miramare wurde eigens ein historisches Schiff nach Triest gebracht und im Mittelmeer zu Wasser gelassen. Die goldene Hochzeitskutsche von Elisabeth und Franz, ein Original-Sechsspänner von 1740 und vier Tonnen schwer, ist eine Leihgabe des Erzbischofs von Olmütz (Tschechien). Sie wurde nach Angaben des ORF nach den Dreharbeiten einem Museum übergeben. Bei der Vorfahrt zur Hochzeit befindet sich im Hintergrund das Palais Starhemberg am Minoritenplatz, über dessen Hauptportal ein plastisch ausgefertigter Adler der Republik Österreich hängt und sichtbar ist. Für die Schlachten von Königgrätz und Solferino wurden unter anderem Traditionsvereine engagiert, um möglichst originalgetreue und authentische Kampfszenerien darzustellen.
Einige Tage vor der Erstausstrahlung auf ORF2 wurde der Zweiteiler am 2. Dezember 2009 in der kaiserlichen Orangerie von Schönbrunn von der ORF-Führung, dem Regisseur und der Produzentin, unter Beteiligung der Hauptdarsteller, einem ausgewählten Publikum präsentiert.

## Unterschiede zur Realität
Der Zweiteiler weicht in vielen Punkten vom gesicherten Wissen ab.
- Elisabeth lernte als Kind kein Ungarisch, da sie in Bayern lebte und keine Beziehung zu Ungarn hatte.
- Es gibt keinerlei Beleg dafür, dass der Kaiser ursprünglich Elisabeths Schwester Helene (Néné) heiraten wollte oder sollte.
- Der Kaiser wurde 1853, im Jahr der Verlobung mit Elisabeth, tatsächlich Opfer eines missglückten Attentats – in Wirklichkeit aber schon im Februar, also lange vor dem Treffen in Bad Ischl im August.
- Elisabeth wurde ziemlich sicher nicht im Schlossgarten von Schönbrunn entjungfert. Die Hochzeitsnacht fand erst in der 3. Nacht statt, da Elisabeth sich dem Kaiser, vermutlich aus Angst, verweigert hatte.
- Schon im ersten Teil sieht man in Franz Josephs Arbeitszimmer ein berühmtes Bild von Elisabeth hängen. Es ist von Franz Xaver Winterhalter und wurde erst 1864 angefertigt, als Elisabeth schon 27 Jahre alt war. Zum Zeitpunkt im Film war sie allerdings erst 17 Jahre alt.
- Im Film ist mehrmals von Budapest die Rede – in Szenen, die zum Teil lange vor dem Ungarnausgleich 1867 spielen. Diese Stadt entstand jedoch erst 1873 durch Zusammenschluss von Buda und Pest.
- Elisabeths Wunsch, dass die Kindererziehung ihre Angelegenheit wäre, wurde erst nach einem offiziellen Schreiben aus dem Jahr 1865 gestattet, in welchem sie Franz Joseph fast unverblümt mit Scheidung drohte. Ob Elisabeth ihn so lange ignoriert hat, wie im Film gezeigt, lässt sich heute nicht mehr nachvollziehen.
- Es wird immer wieder mit der Beziehung zu Gyula Graf Andrassy kokettiert. Die Figur Andrássy ist stark überzeichnet, beispielsweise hat er niemals mit Max in Bayern konspiriert und ist Elisabeth auch nicht laufend begegnet. Es ist ziemlich gesichert, dass es zwischen ihnen niemals so etwas wie eine Liebesbeziehung gab. Selbst die Gerüchte, dass Elisabeths letztes Kind, Marie Valerie, eigentlich nicht von Franz Joseph stammen soll, werden heute als Unsinn bezeichnet.
- Elisabeth ist nach dem Krieg gegen Frankreich, in dem Österreich die Lombardei verloren hat, nie mehr in Italien gewesen, also auch auf keinem Maskenball in Venedig. Den ungarischen Grafen hat sie in Italien ganz sicher niemals getroffen. Dass sie als Domino verkleidet auf einem Maskenball erscheint und dort von dem Grafen Andrassy umworben wird, ist eine Anspielung auf einen Ball in Wien und der Unbekannte war Friedrich Pacher von Theinburg.
- Infolge des später verlorenen Krieges gegen Preußen und Italien wurde der Ausgleich mit Ungarn unausweichlich. Erst daraufhin, nicht zur Verhinderung einer dritten Front, wurde das Kaiserpaar zum Königspaar von Ungarn gekrönt. Auch mit Sisis Charme hatte das weniger zu tun.
- Der Film endet mit der Königskrönung in Ungarn; allerdings fand diese bereits einige Tage vor dem Tod von Erzherzog Maximilian statt, der zum Zeitpunkt der Krönung im Film bereits tot ist. Tatsächlich erfolgte die Königskrönung in Ungarn am 8. Juni 1867; Kaiser Maximilian von Mexiko wurde erst am 19. Juni 1867 standrechtlich erschossen.